# Ascotricha lusitanica
Ascotricha lusitanica är en svampart som beskrevs av R.G. Kenneth 1971. Ascotricha lusitanica ingår i släktet Ascotricha och familjen kolkärnsvampar.   Inga underarter finns listade i Catalogue of Life.